# Thubten Jigme Norbu

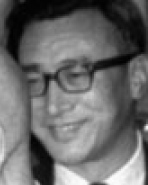

Thubten Jigme Norbu (Taktser, 16 augustus 1922 – Bloomington, 5 september 2008) was een Tibetaans lama, diplomaat en schrijver.
Op een leeftijd van drie jaar werd hij door de dertiende dalai lama Thubten Gyatso erkend als de reïncarnatie van de Taktser Rinpoche. Op zijn achtste werd hij meegenomen naar het Tibetaanse klooster Kumbum in de voormalige provincie Amdo in Tibet.
Zijn bekendste broer is de veertiende dalai lama Tenzin Gyatso. Een andere broer die vooral bekend is vanwege zijn onderhandelingen met China is Gyalo Döndrub. Zijn jongere zus Jetsün Pema verliet Tibet voor studie in 1950 en kwam in 1964 naar het ballingsoord Dharamsala waar ze de Tibetan Children's Villages leidde. Een ander broer is Lobsang Samten; in ballingschap werd hij kalön voor Gezondheidszorg en daarmee verantwoordelijk voor alle Tibetaanse ziekenhuizen in India.

## Jaren in Kumbum
Het klooster Kumbum is onder andere bekend als de geboorteplaats van Tsongkhapa, de stichter van de gelugschool in het Tibetaans boeddhisme. Ook staat het op sommige momenten in de geschiedenis bekend als verblijfplaats van dalai lama's en pänchen lama's. Vanaf zijn achtste kreeg hij in dit klooster een opleiding tot monnik. Op zijn leeftijd van 27 werd hij gekozen tot abt van dit klooster. Het was toen een van de grootste kloosters van Oost-Tibet.
In de lange geschiedenis van Tibet, Mongolië en het Chinees Keizerrijk heeft het gebied meermaals gewisseld van nationaliteit. Rond 1948, nog voor de Chinese invasie van Centraal Tibet, belegerde het Volksbevrijdingsleger de regio en zette Norbu onder huisarrest. Chinese wakers sliepen in zijn kamer en volgden hem 24 uur per dag. De autoriteiten van de Volksrepubliek China eisten van hem dat hij naar de hoofdstad Lhasa zou gaan, tegen de regering van Tibet zou uitvaren en zijn jongere broer moest berispen, de vijftienjarige dalai lama Tenzin Gyatso. Norbu pretendeerde dat hij akkoord ging en bereikte Lhasa zonder problemen, waar hij zijn broer waarschuwde voor de ernst van de Chinese invasie.

## Verenigde Staten
In 1950 verliet hij het gebied om aandacht te vragen in de wereld voor de verschrikkingen die er op dat moment gaande waren in Tibet. Eerst werkte hij als afgevaardigde voor de dalai lama en de Tibetaanse regering in Japan en vervolgens in Noord-Amerika. In Bloomington werkte hij als professor in Tibetaanse cultuur en boeddhisme aan de Universiteit van Indiana. Hij gaf over de gehele wereld seminars over Tibet.
In de jaren 50 waren hij en zijn broer Gyalo Döndrub betrokken bij de acties van de CIA waarbij Tibetaanse vrijheidsstrijders naar de VS werden gevlogen voor opleiding en daarna in Tibet werden gedropt met een radio, wat geld en wat wapens. Eind jaren '50 gaf generaal Tian Guansan de veertiende dalai lama de opdracht om het guerrillaverzet onder leiding van Gönpo Tashi Andrugtsang de kop in te drukken. De dalai lama had het gewapend verzet weliswaar afgekeurd, maar was evenmin bereid om het Tibetaanse leger op Tashi af te sturen. Uit woede ontnam Tian het burgerschap van de twee broers, Norbu en Gyalo.
In 1979 richtte hij het Tibetan Cultural Center in Bloomington op, in 2006 hernoemd naar Tibetan-Mongolian Buddhist Cultural Center, dat gewijd is aan het behoud van de Tibetaanse cultuur. In het centrum is allerlei kunst verzameld, waaronder een beeld van de medicijnboeddha Bhaisajyaguru, een zandmandala en Tibetaanse botersculpturen. Het cultuurgebouw huist onder andere een bibliotheek van Tibetaans-gerelateerde werken. Verder is er de Changchub Chörten en de Kumbum Chamtse Ling Temple. Beide werden door Tenzin Gyatso gewijd tijdens bezoeken die hij bracht aan het klooster in 1987, 1996, 1999, 2003 en 2007.
In 2002 werd hij een paar maal getroffen door een hartaanval en raakte hij invalide. In 2002 liet Tenzin Gyatso de lama Arjia Rinpoche zijn taken overnemen. Arjia is eveneens een voormalig abt van het Kumbumklooster. Enkele jaren later, in 2008, overleed hij 86-jarige leeftijd.

## Looptochten voor onafhankelijkheid
In 1995 was hij een van de oprichters van de Internationale Tibetaanse vrijheidsbeweging. Voor deze organisatie organiseerde hij drie voettochten voor onafhankelijkheid:
- In 1995 leidde hij een tocht van 125 km in een week van Bloomington naar Indianapolis.
- In 1996 hield hij een loop van bijna 500 km in 45 dagen van de Chinese ambassade in Washington naar het hoofdkwartier van de Verenigde Naties in New York.
- In 1998 leidde hij een voettocht van bijna 1000 km van Toronto die begon op de Dag van de Tibetaanse Opstand (10 maart) en die eindigde in New York op de Amerikaanse Nationale Vlagdag (14 juni).